# Émile Bouhours
Emile Bouhours (Monnai, 3 juni 1870 - La Courneuve, 7 oktober 1953) was een Frans wielrenner.

## Carrière
De Normandiër was prof van 1897 tot 1913 en werd meervoudig Frans kampioen op de baan. Zijn belangrijkste wapenfeit was echter winst in de vijfde editie van Paris-Roubaix in 1900 met een gemiddelde snelheid van 37,4 kilometer per uur. Datzelfde jaar nam hij voor het eerst deel aan de WK op de baan waar hij een bronzen medaille won bij het stayeren.

## Belangrijkste overwinningen
1897
 Frans kampioen stayeren
1898
 Frans kampioen stayeren
1899
 Frans kampioenschap stayeren
1900
 Frans kampioen stayeren
Paris-Roubaix
1902
 Frans kampioen stayeren
1906
 Frans kampioenschap stayeren
1911
 Frans kampioenschap stayeren

### Resultaten in voornaamste wedstrijden
| Jaar | Parijs-Roubaix |
| ---- | -------------- |
| 1900 | ↑              |

- Bibliothèque nationale de France: cb14876951c (data)
- International Standard Name Identifier: 0000 0004 5095 147X
- Virtual International Authority File: 316736994